# Lawrence Oates
Pour les articles homonymes, voir Oates.
Lawrence Edward Grace Oates, né le 17 mars 1880 à Putney et mort le 17 mars 1912 sur la barrière de Ross, est un explorateur anglais de l'Antarctique. Capitaine de dragons et vétéran de la seconde guerre des Boers, il participe à l'expédition Terra Nova de Robert Falcon Scott, atteignant le pôle Sud peu après l'expédition Amundsen.
Au retour du pôle, souffrant de gelures et se sachant condamné par la gangrène, il préfère se sacrifier pour le bien de ses coéquipiers, devenant, malgré lui, une référence d'honneur et de courage. Son célèbre sacrifice, le jour de son 32e anniversaire, est cependant inutile, car Scott et son équipe seront retrouvés morts ensuite par une équipe de recherche, faisant de cette expédition la tragédie la plus importante de l'âge héroïque de l'exploration en Antarctique (1895-1922), éclipsant même la conquête du pôle Sud par Roald Amundsen.

## Biographie
Lawrence Oates est né en 1880 à Putney, un quartier de la banlieue sud de Londres, en Angleterre. Fils de William et Caroline Oates (née Buckton), il est le descendant de propriétaires terriens du Yorkshire et de l'Essex. Certains de ses ancêtres ont participé à la bataille d'Hastings, sa lignée remontant sur près de dix siècles. Son oncle Frank Oates est un naturaliste et explorateur de l'Afrique.
Il est surnommé « Titus » par ses proches, d'après le religieux britannique Titus Oates, et « Laurie » par sa famille ; sa mère est considérée comme autoritaire lors de sa jeunesse.
Membre de la bourgeoisie du Royaume-Uni à l'époque victorienne, il étudie à la South Lynn School d'Eastbourne, l'école préparatoire de Remenham Place et deux années, entre 1894 et 1896, à l'Eton College. Il ne passe pas de diplôme, ayant des difficultés essentiellement liées à sa dyslexie.
Il est décrit comme un grand admirateur de Napoléon Ier, malgré la rivalité franco-britannique qui suit les guerres napoléoniennes.

### Carrière militaire
En 1898, Oates rejoint la British Army dans le 3rd West Yorkshire (Militia) Regiment et, à partir du 6 avril 1900, comme officier dans un régiment d'élite de dragons, le 6th (Inniskilling) Dragoons.
Il participe à la seconde guerre des Boers en Afrique du Sud, où il gagne le sobriquet de « No Surrender » (« Pas de reddition ») en refusant de se rendre alors qu'il est blessé dans une embuscade en mars 1901. Cet acte de bravoure lui vaut la distinction militaire suprême de l'armée britannique, une Croix de Victoria, mais également une blessure sérieuse par balle qui le fera légèrement boiter de la jambe gauche pour le reste de sa vie. L'une de ses jambes est en effet devenu plus courte que l'autre.
Blessé, il est obligé de se reposer en Grande-Bretagne mais repart pour le front avant la fin de la guerre.
Il est promu lieutenant en 1902 et sert en Irlande, en Égypte et en Inde et devient par la suite capitaine en novembre 1906. Depuis la fin de la guerre, peu enchanté par la vie militaire, il voit en 1909 en l'expédition de Scott l'occasion de changer d'air, et comme le militaire Henry Robertson Bowers de la Royal Indian Marine, quitte l'Inde.

### Expédition Terra Nova

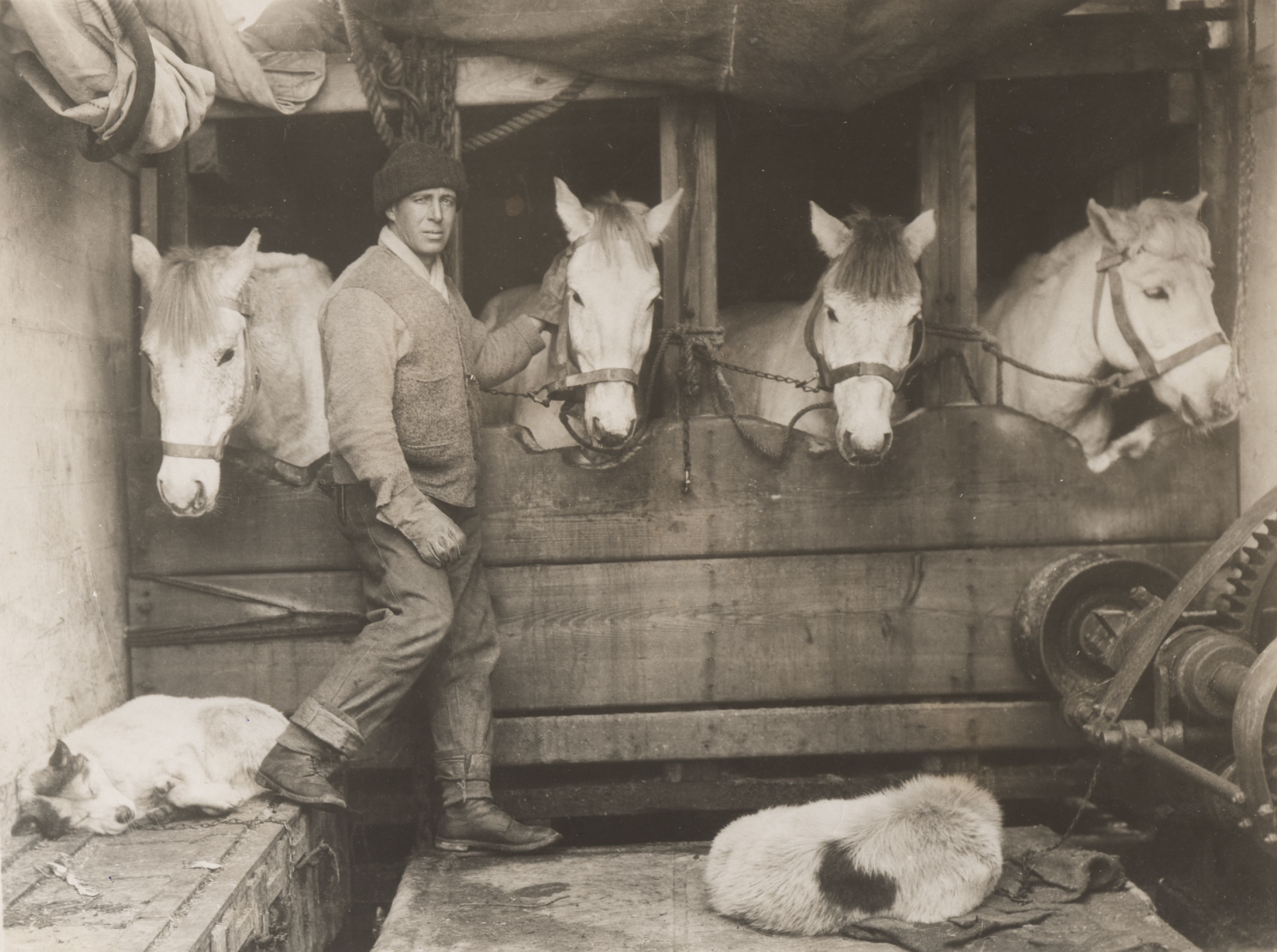
Oates et les poneys de l'expédition Terra Nova.

En 1910, Lawrence Oates demande à participer à l'expédition de Robert Falcon Scott pour le pôle Sud. Il est accepté sur la base de son expérience des chevaux et de sa capacité à apporter une contribution financière à l'expédition. Il donne en effet 1 000 £ de l'époque, soit environ 63 000 € de 2008.
Même avec son apport financier, le choix de Scott de sélectionner Oates n'est pas évident car avec sa blessure et son habitude à monter à cheval, rien ne le prédisposait à faire 1 800 miles à pied en tirant son traîneau en Antarctique par une température glaciale.
Il prépare les 19 poneys de son mieux, bien qu'il se soit rendu rapidement compte, avant le départ et alors encore en Nouvelle-Zélande, qu'ils avaient été mal sélectionnés par Cecil Meares. En les voyant pour la première fois, il note qu'ils sont le « plus gros tas de détritus jamais vu » (« greatest lot of crocks I have ever seen ») et dira plus tard : « l'ignorance de Scott, au sujet de diriger les animaux, est colossale » (« Scott's ignorance about marching with animals is colossal »). Pendant le premier hivernage, son occupation principale lui vaut le nouveau sobriquet de « fermier ».

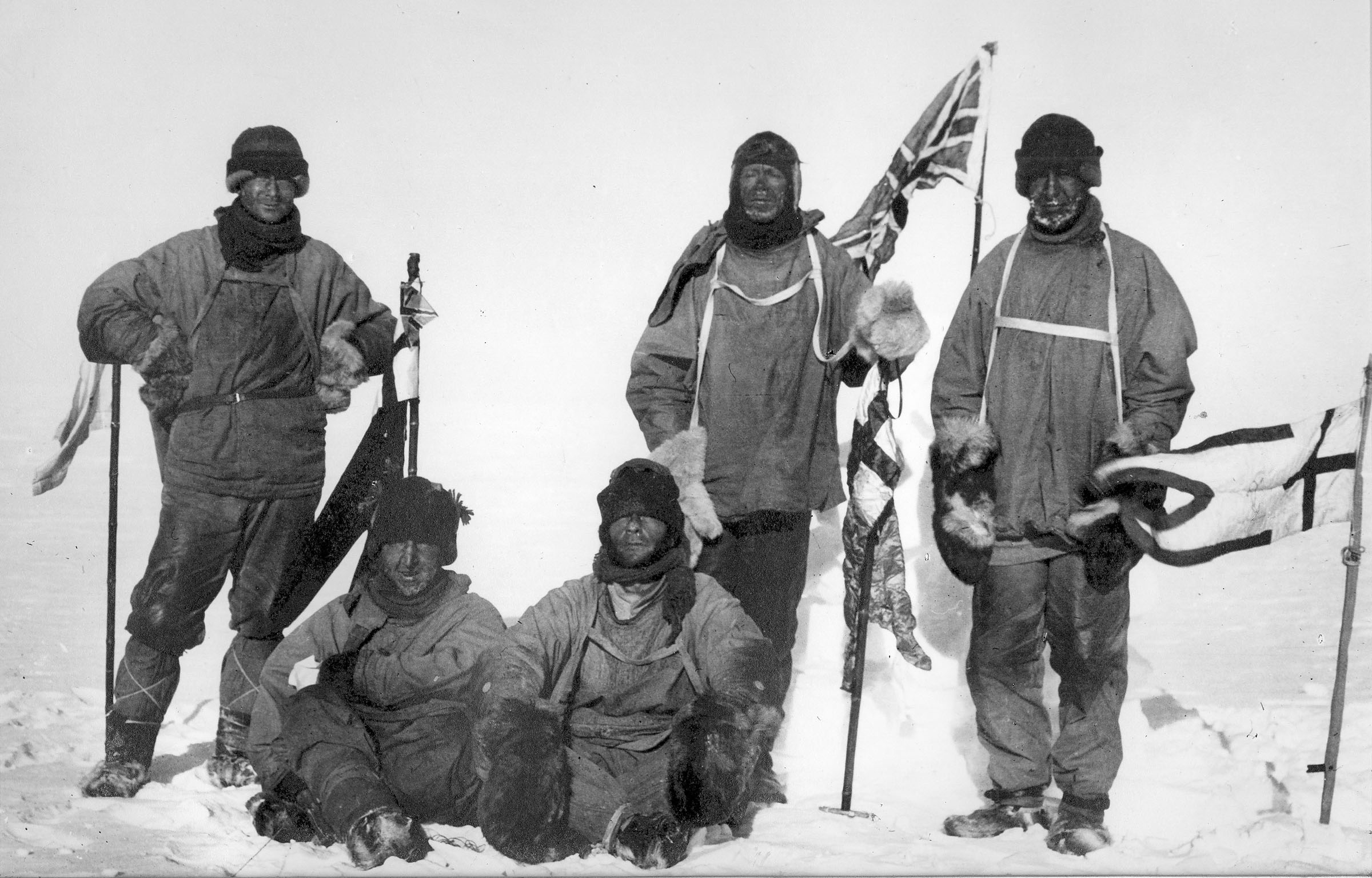
L'équipe de l'expédition Terra Nova au pôle Sud, le 18 janvier 1912.
Debout : Edward Adrian Wilson, Robert Falcon Scott, Lawrence Oates
Assis : Henry Robertson Bowers, Edgar Evans.

Son mécontentement sur la gestion de Scott va crescendo jusqu'à ce qu'il démissionne de l'expédition, la veille du départ pour le pôle Sud. Cependant, même s'il s'était originellement basé sur quatre hommes, Robert Falcon Scott le choisira comme l'un des cinq membres de l'équipe finale en route pour le pôle par le glacier Beardmore, au côté d'Edward Adrian Wilson, Henry Robertson Bowers, Edgar Evans et bien sûr Scott lui-même. Son choix, basé sur les capacités physiques de Oates, sera judicieux car il représenterait l'armée au pôle. Néanmoins, Oates était à l'époque, déjà très fatigué.
Oates fut le seul de l'équipe du pôle Sud à remettre en cause les décisions de Scott, attitude qu'il avait déjà eue plus tôt. Ainsi, dans son journal intime il écrit « Personnellement, je méprise Scott profondément et je laisserais tout tomber s'il ne s'agissait pas d'une expédition britannique… Il [Scott] n'est pas correct, c'est lui avant tout, aucune place pour les autres… » (« Myself, I dislike Scott intensely and would chuck the whole thing if it were not that we are a British expedition… He [Scott] is not straight, it is himself first, the rest nowhere… »). Cependant, on peut penser que ces mots durs résultent des conditions difficiles de l'expédition. Scott le décrit comme « le joyeux vieux bougon » et écrit : « le soldat prend tout d'un point de vue sinistre, mais j'en viens à considérer ceci comme un trait de sa personnalité ».
Fait insolite, il apporte un portrait de Napoléon qu'il affiche dans la base.

#### L'arrivée au pôle Sud

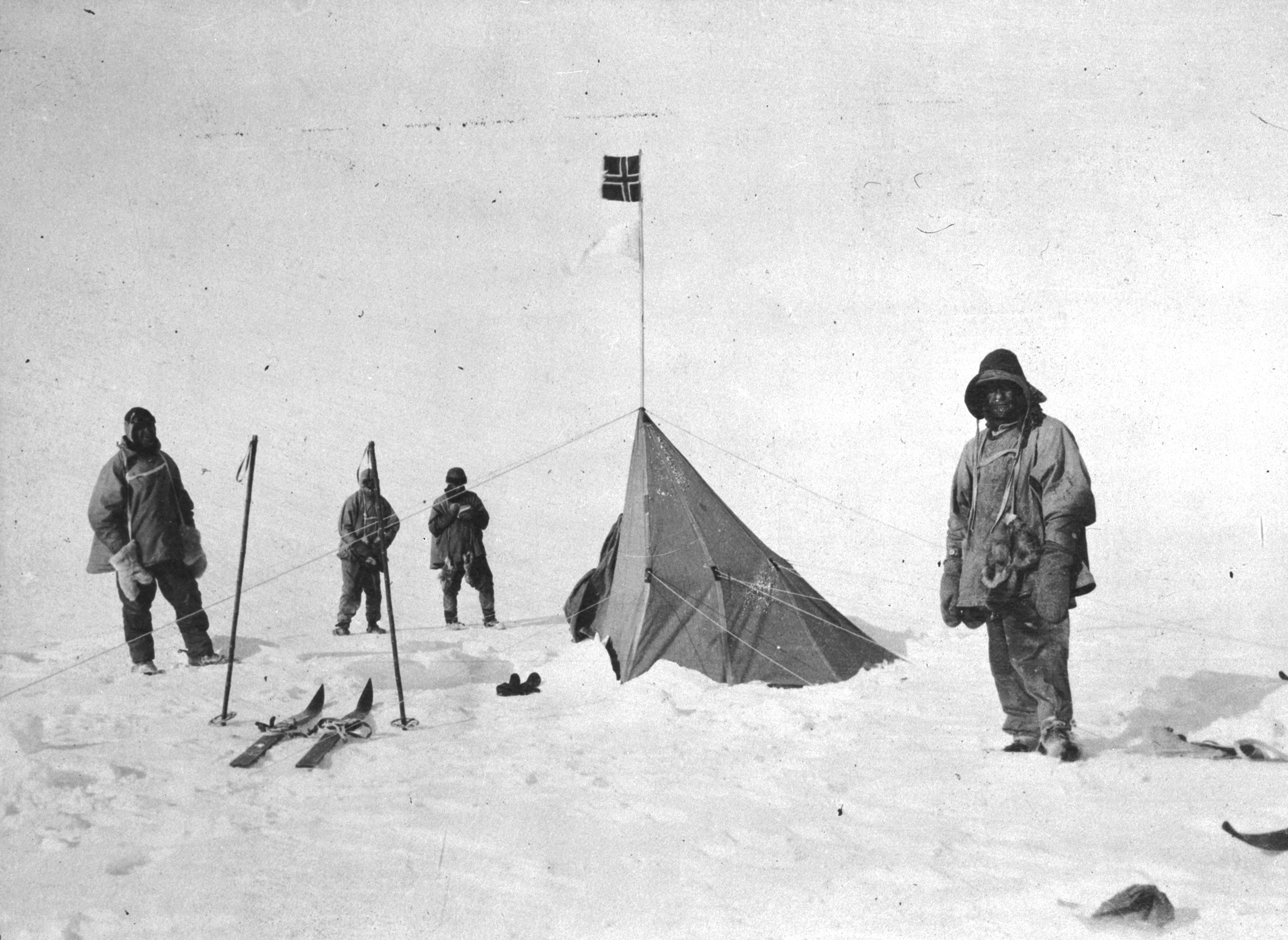
Scott et ses hommes à la base de Roald Amundsen, Polheim, au pôle Sud. De gauche à droite : Scott, Bowers, Wilson et PO Evans. La photo est prise par Lawrence Oates.

Le 18 janvier 1912, au pôle Sud, il découvre Polheim, le campement installé par Roald Amundsen dont l'expédition est arrivé au pôle avant celle de Scott. La déception est incommensurable.

#### Retour et mort
Sur le chemin du retour du pôle en janvier, février et mars 1912, l'équipe fait face à des conditions météorologiques très difficiles. Après la perte d'un homme, Edgar Evans, Oates est atteint par la gangrène et par des gelures importantes, notamment aux pieds, jusqu'à être bien plus affaibli que les autres. Il ne se plaint jamais et cache les dégâts du froid sur ses pieds seulement trois jours avant sa fin. Ses progrès lents, conjugués à la réticence de ses trois autres compagnons de le laisser, causent un retard sur les prévisions. Il propose même qu'on l'abandonne sur place avec son sac de couchage le 16 ou 17 mars 1912 puis espère s'endormir pour ne pas se réveiller le lendemain.
Finalement Oates, reconnaissant la nécessité de se sacrifier afin de donner aux autres une chance de survie, quitte délibérément la tente la nuit précédant son 32e anniversaire en disant « Je vais juste dehors et cela pourra prendre un certain temps » (« I am just going outside and may be some time ») et se laisse mourir dans un blizzard atteignant les −40 °C. Les autres membres tentent d'aller le chercher, sans succès. Scott notera dans son journal « Nous savions que le pauvre Oates sortait pour mourir, mais, bien que nous eussions essayé de l'en dissuader, nous savions qu'il s'agissait de l'acte d'un homme courageux et d'un gentleman anglais » (« We knew that poor Oates was walking to his death, but though we tried to dissuade him, we knew it was the act of a brave man and an English gentleman »). Ses pieds étaient dans un tel état que mettre ses chaussures était une véritable torture, il était donc parti en simples chaussettes.
Cette démarche peut être comparée au suicide des vieillards dans la culture traditionnelle inuit : lorsqu'ils devenaient une charge pour le groupe, les Inuits s'isolaient et se laissaient mourir de froid. Cela peut également être rapproché de la tradition britannique de l'autosacrifice et du courage face à l'adversité,.
Cependant, le sacrifice d'Oates ne permet pas à l'équipe de survivre très longtemps, Scott et ses hommes meurent environ douze jours plus tard (le 29 mars 1912), alors piégés dans un autre blizzard, les empêchant de se ravitailler au prochain dépôt de nourriture, le One Ton Depot, pourtant à seulement 13 miles.

#### La recherche des disparus
Le corps de Oates n'a jamais été retrouvé, à la différence des corps des trois autres qui sont retrouvés le 12 novembre 1912 par une équipe de recherche dirigé par Edward Atkinson.
Alors que la fin de l'expédition est déjà proche, Scott écrit la première lettre de sa série de lettres d'adieu le jour de la mort de Oates. Parmi ces lettres, une était destinée à la mère de Oates.
Un cairn avec une croix est établi le 15 novembre plus au sud du camp de Scott, à l'endroit où a été retrouvé le sac de couchage de Oates et lieu présumé de sa mort. L'inscription attachée au cairn dit « Par ici mourut un très valeureux gentleman, le capitaine L. E. G. Oates, des Inniskilling Dragoons. En mars 1912, de retour du pôle, il sortit de son plein gré dans le blizzard pour mourir afin d'essayer de sauver ses camarades, en proie aux périls ». Elle est signée par Edward Atkinson et Apsley Cherry-Garrard.
Désormais sûre, la nouvelle de la mort des membres de l'expédition est officialisée.

### Une fille cachée
Michael Smith a affirmé que Lawrence Oates a eu, à quasiment vingt ans, une brève liaison, avec une Écossaise originaire de Johnstone : Henrietta « Etta » Learmont McKendrick ; celle-ci n'ayant, à l'époque, pas encore douze ans, lui donnera un enfant ; son nom serait Kathleen Gray et elle serait née le 24 mars 1900.
La famille de la jeune mère étouffa l'affaire, afin d'éviter le scandale. Etta fut mise à l'écart, en Irlande, afin d'accoucher dans l'intimité. Par la suite, sa fille fut adoptée, par l'intermédiaire d'un orphelinat de Londres. Etta adopta le prénom nom inhabituel "Toby" et épousa plus tard, en 1918, le chirurgien Dr Anthony Cooper mais n'eut pas d'autres enfants. Elle fréquenta à plusieurs reprises l'orphelinat où se trouvait sa fille sans jamais révéler son lien de parenté avec elle. Elle décède en 1956 à l'âge de 69 ans.
Ce n'est que dans le courant des années 1920 que Kathleen apprendra la nature de ses liens généalogiques, alliés aux détails des événements de ses origines. Elle tente de rencontrer la famille de Oates mais se retrouve rejetée immédiatement et n'est pas reconnue par la famille comme étant sa fille. Oates, quant à lui, n'aurait jamais été mis au courant de cette paternité. Sa famille a toujours refusé de parler de cette histoire, déclarant seulement "Les affaires de famille devraient rester privées." ("Family matters should remain private.")
Kathleen se mariera et aura deux enfants. Si elle ne ressemble pas à Lawrence Oates, son fils en revanche aurait présenté une ressemblance étonnante avec son présumé grand-père.

## Hommage
Comme de nombreux explorateurs, des noms de lieux ont été baptisés en mémoire de Oates. C'est le cas de la Terre de Oates, la partie de la côte Antarctique découverte en février 1911 par l'expédition Terra Nova.

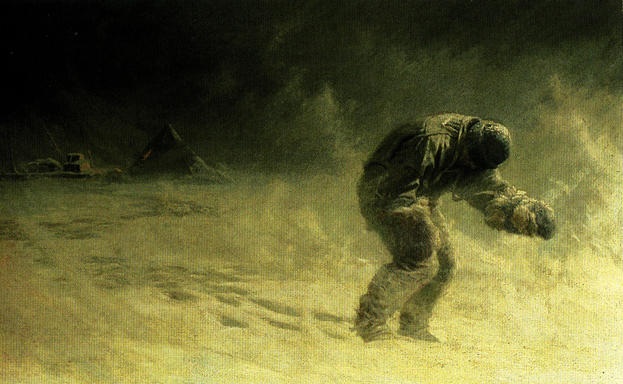
A Very Gallant Gentleman de John Charles Dollman.

Le destin tragique de Oates est également repris dans les Arts. Le peintre britannique John Charles Dollman créa la toile A Very Gallant Gentleman en hommage à son courage.
Dans le film Le Dirigeable (1931) de Frank Capra, un membre d'une expédition fictive américaine des années 1930 est en route vers le pôle Sud. Interprété par Roscoe Karns, l'un des personnages souffre des mêmes blessures que celles de Oates et choisit de se sacrifier d'une manière inspirée clairement par les circonstances de la mort de Oates.
Le sacrifice de Frank Wolff dans l'album de bande-dessinée de Tintin On a marché sur la Lune, par Hergé, obéit exactement au même schéma que celui de Oates. Il n'est pas illogique de penser que Hergé s'est inspiré du destin tragique de Oates pour mettre en scène le poignant rachat de Wolff.
Des références à Oates sont également faites en musique, comme dans la chanson du groupe de heavy metal espagnol WarCry intitulée Capitan Lawrence, celle-ci raconte la décision qu'il avait à faire, laissant son équipe afin de ne plus être un fardeau pour eux. La chanson Heroes de la Antartida du groupe espagnol Mecano relate aussi le destin de Lawrence Oates et de ses compagnons et le groupe We Lost the Sea a également été inspiré par le sacrifice d'Oates pour composer le morceau A Gallant Gentlemen. Le sacrifice de Oates est également le thème du poème Antarctica (1985) du poète Nord-irlandais Derek Mahon. Il reprend la citation « I am just going outside and may be some time » quatre fois dans le poème.
Plusieurs écrivains prennent comme thème, modèle ou font des références à Oates :
- Brenda Clough avec la nouvelle de science-fiction May Be Some Time (2001) : « Titus » Oates est rétabli en 2045 où il est guéri par les avancées de la médecine,
- T. R. Pearson avec Polar (2002) : le personnage de Clayton passe les derniers mois de sa vie à étudier les derniers jours de « Titus » Oates, afin d'atteindre ainsi la mort dans la dignité et l'abnégation qu'il n'a jamais atteint dans sa vie,
- Geraldine McCaughrean dans le livre The White Darkness (2005) où une adolescente est obsédée par le capitaine Titus Oates.
- Anaïs Pélier, qui place en exergue de son premier roman, Caravane, la célèbre dernière parole de L. Oates.

## Bibliographie

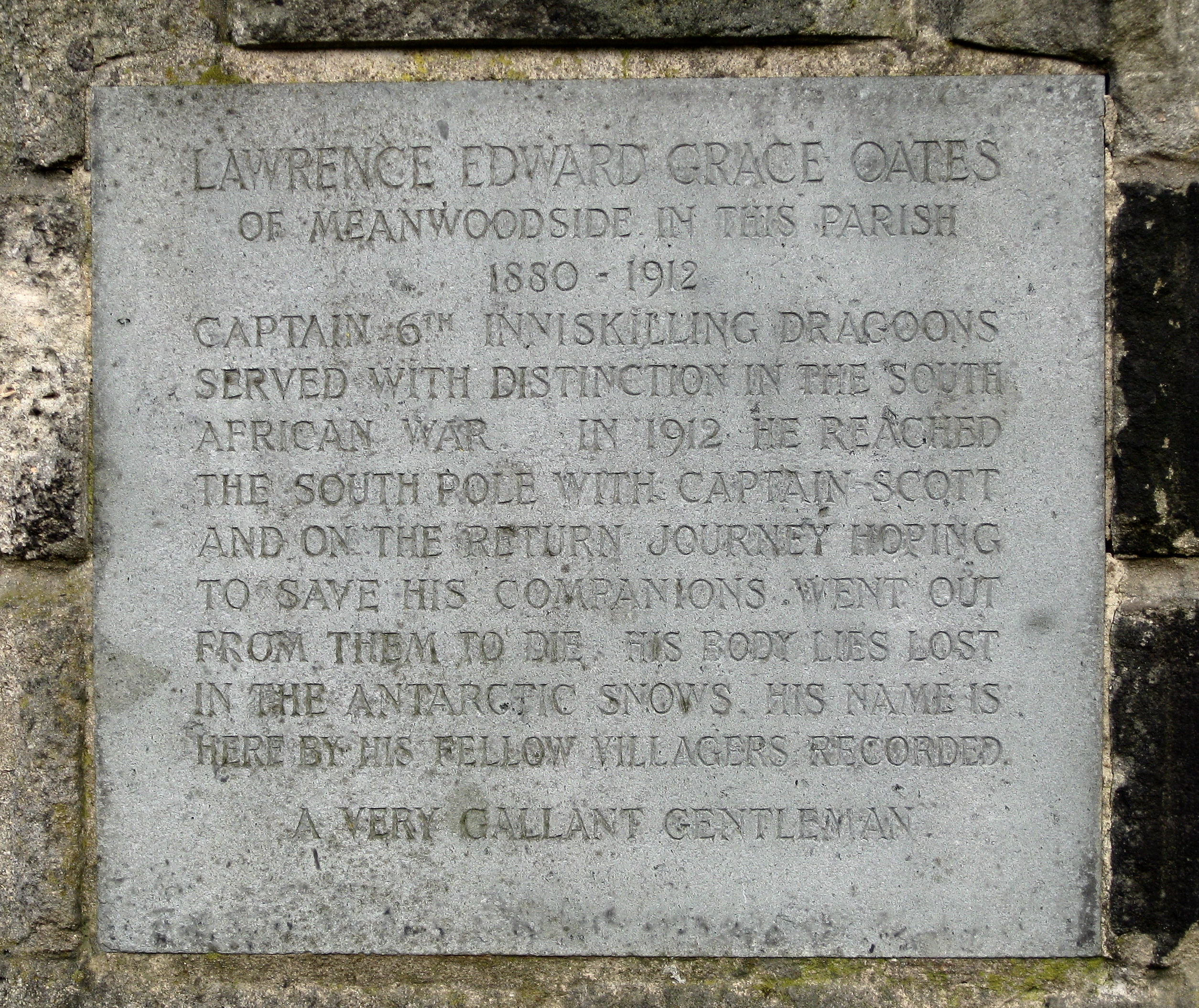
Monument à Oates à Meanwood.

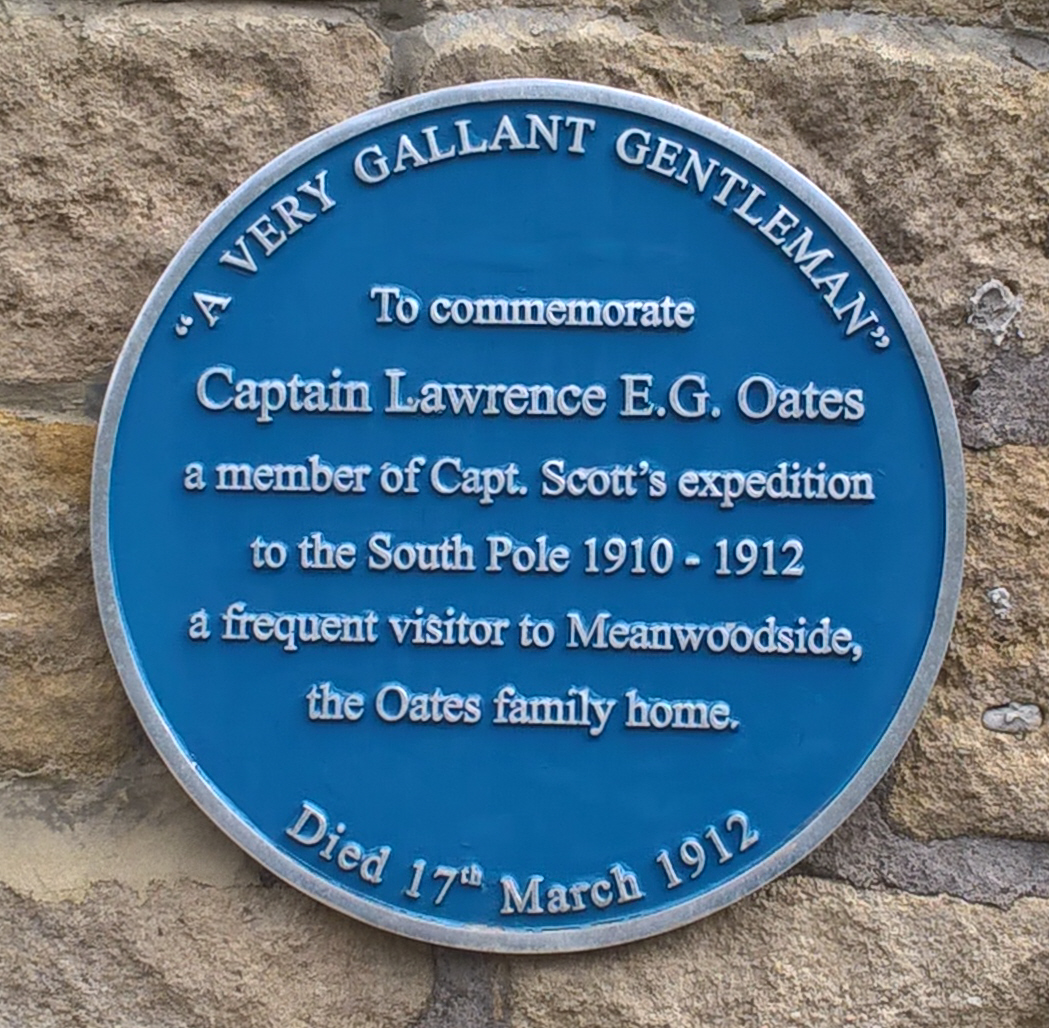
Blue plaque consacrée à Oates.